# خئولهم
خئولهم (به هلندی: Geulhem) یک منطقهٔ مسکونی در هلند است که در فالکنبورخ ان ده خئول واقع شده‌است.